# Clophill
Clophill è un paese di 1 710 abitanti della contea del Bedfordshire, in Inghilterra.